# Alfred Gordon Gaydon
Alfred Gordon Gaydon (26 de setembro de 1911 — 16 de abril de 2004) foi um engenheiro britânico.

## Obras
- A.G. Gaydon (1974). The Spectroscopy of Flames. [S.l.]: Springer. ISBN 978-9400957220
- A.G. Gaydon (1979). Flames, Their Structure, Radiation, and Temperature. [S.l.]: Chapman & Hall. ISBN 978-0470264812
- A.G. Gaydon, I.R. Hurle (1963). The Shock Tube In High Temperature Chemical Physics. [S.l.]: Literary Licensing. ISBN 978-1258637460